# Rohfrucht
Als Rohfrucht bezeichnet man im Brauereiwesen das ungemälzte Braugetreide.
Bei speziellen Biersorten wird dem fertigen Malz Rohfrucht z. B. aus geschmacklichen Gründen oder zur Erzielung eines höheren Alkoholgehalts zugesetzt. Für die Verzuckerung der Stärke sind dann Enzyme aus dem Malz oder separat zugesetzte Enzyme erforderlich.
In Deutschland ist die Zugabe von Rohfrucht zum Malz für kommerzielle Bierherstellung nach dem Reinheitsgebot unzulässig.